# Cimetière de Rahlstedt
Le cimetière de Rahlstedt (Evangelischer Friedhof Rahlstedt) est un cimetière ouvert en 1829 par la paroisse évangélique-luthérienne de Rahlstedt (aujourd'hui arrondissement de Hambourg). Il s'étend sur 8,5 hectares et comporte 19 000 sépultures. Ce cimetière remplace l'ancien cimetière autour de l'église et recevait les dépouilles des habitants de Berne, Braak, Farmsen, Meiendorf, Oldenfelde, Stapelfeld et Stellau. L'ancien cimetière ferme en 1849.
Depuis 1964, le clos funéraire des pasteurs à gauche de la chapelle est dominé par un crucifix de marbre blanc créé par le sculpteur de Rahlstedt Artur Wiechert, qui se trouvait auparavant sur l'autel de l'église d'Altrahlstedt depuis 1926. La tombe la plus ancienne est la croix en fonte de 1837 pour la sage-femme Sophie Dorothea Freerks.

## Personnalités

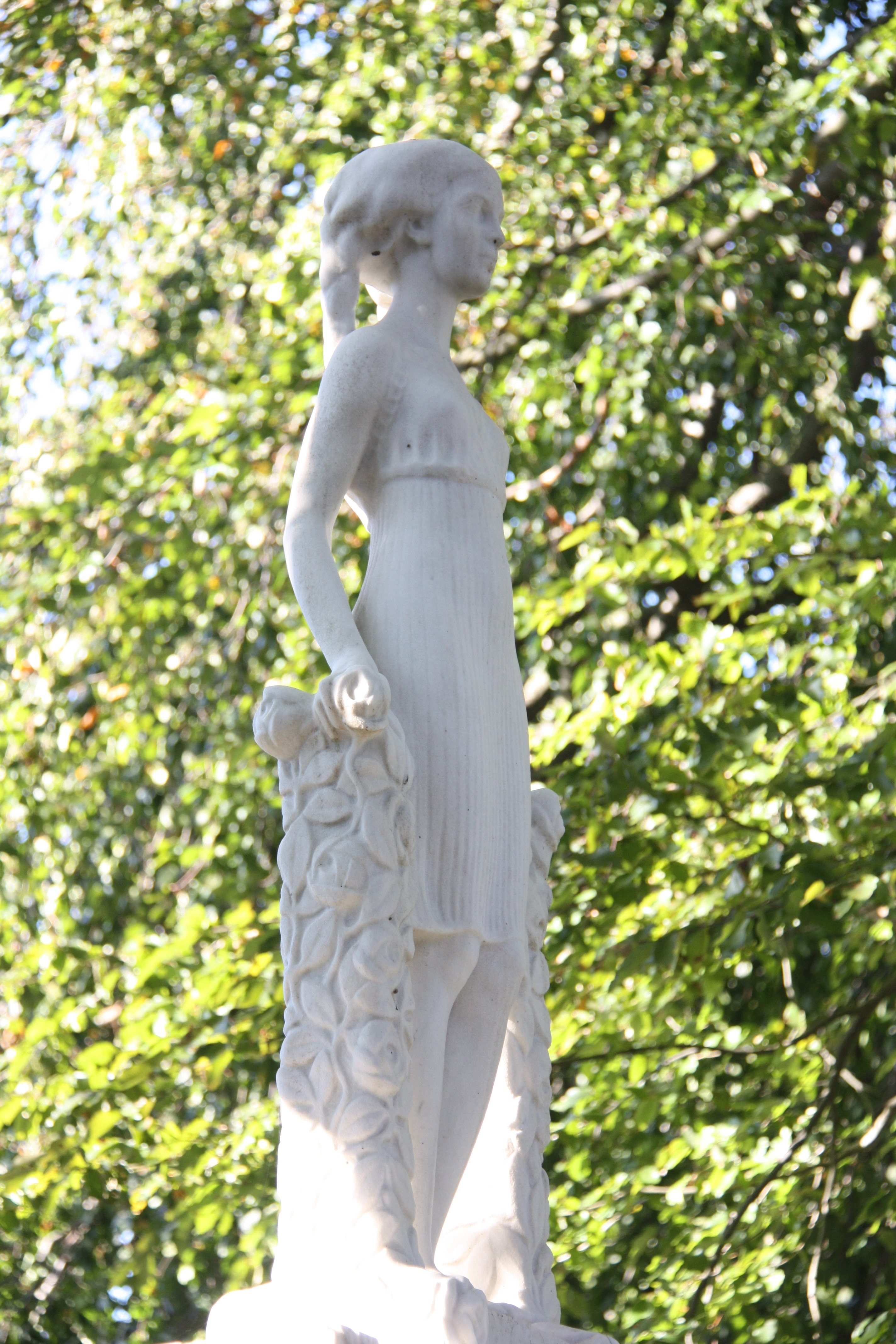
Détail de la tombe de Liliencron.

- Hanno Edelmann (1923-2013), peintre et sculpteur
- Ernst Grabbe (1926-2006), acteur
- Detlev von Liliencron (1844-1909), homme de lettres. Sa tombe est surmontée d'une statue de jeune fille par Richard Luksch
- Hans Poser (1917-1970), compositeur
- Tombe de deux victimes de l'équipage du Pamir, naufragé en 1957[2]

## Photographies

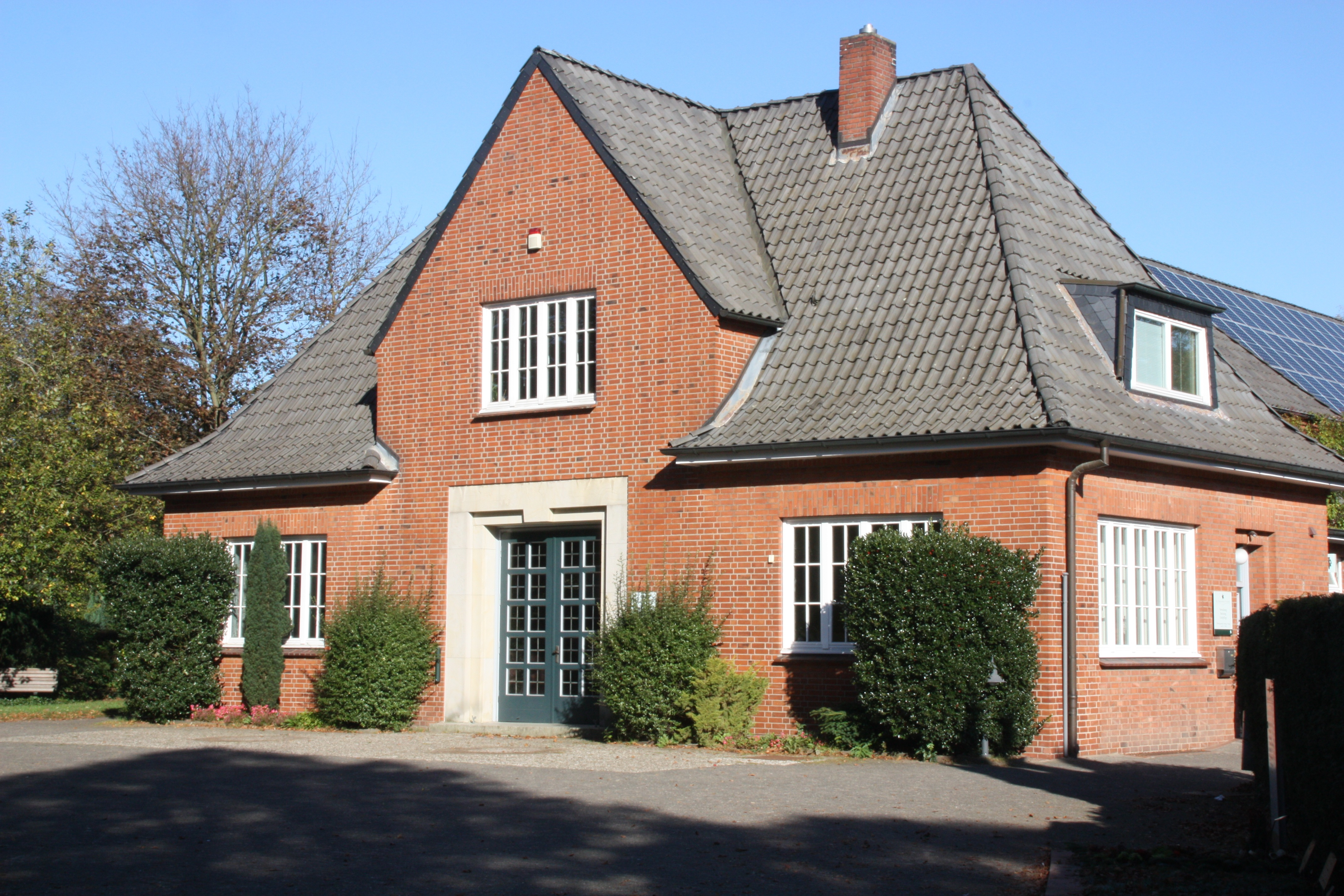
Chapelle à l'entrée
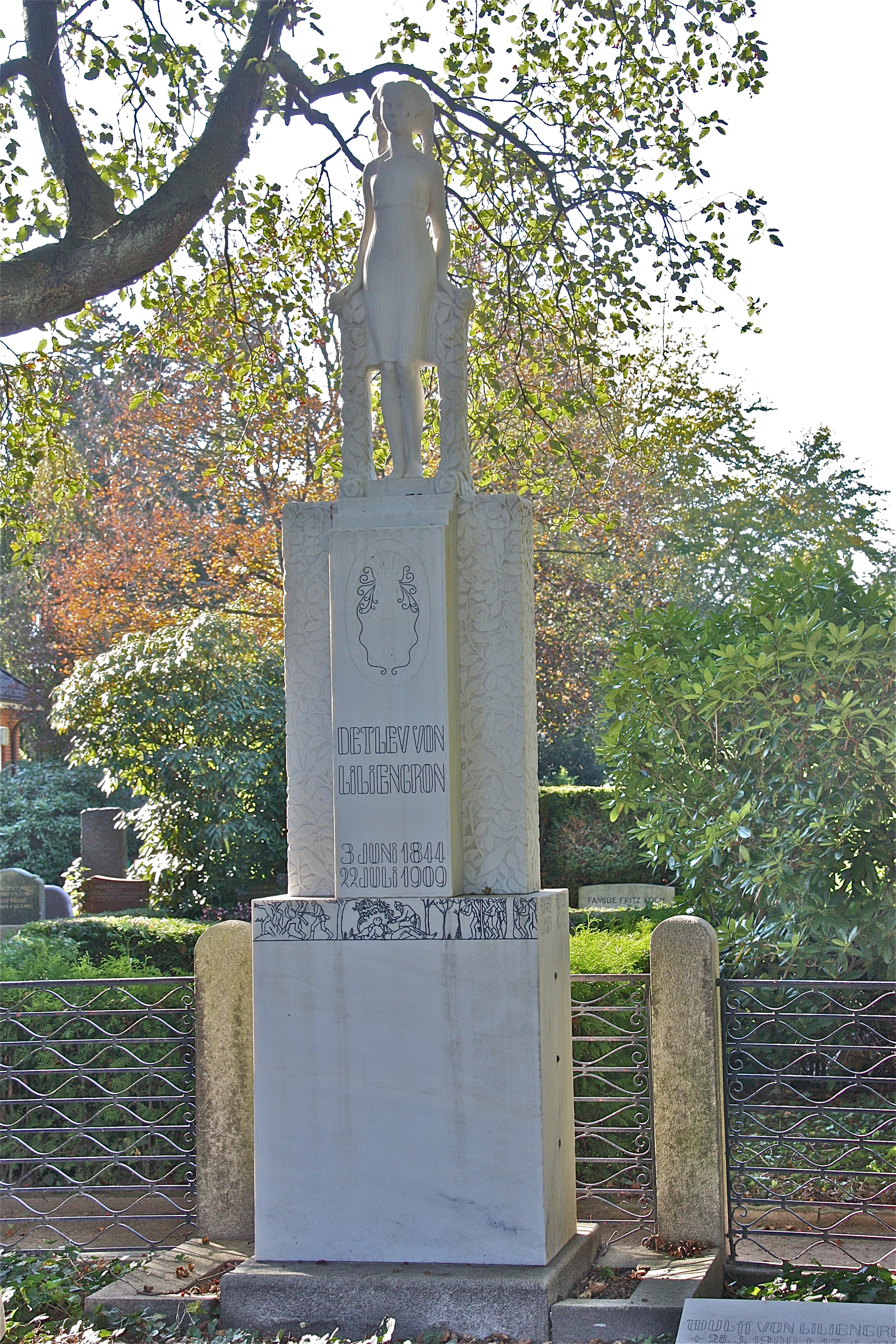
Tombe de Detlev von Liliencron
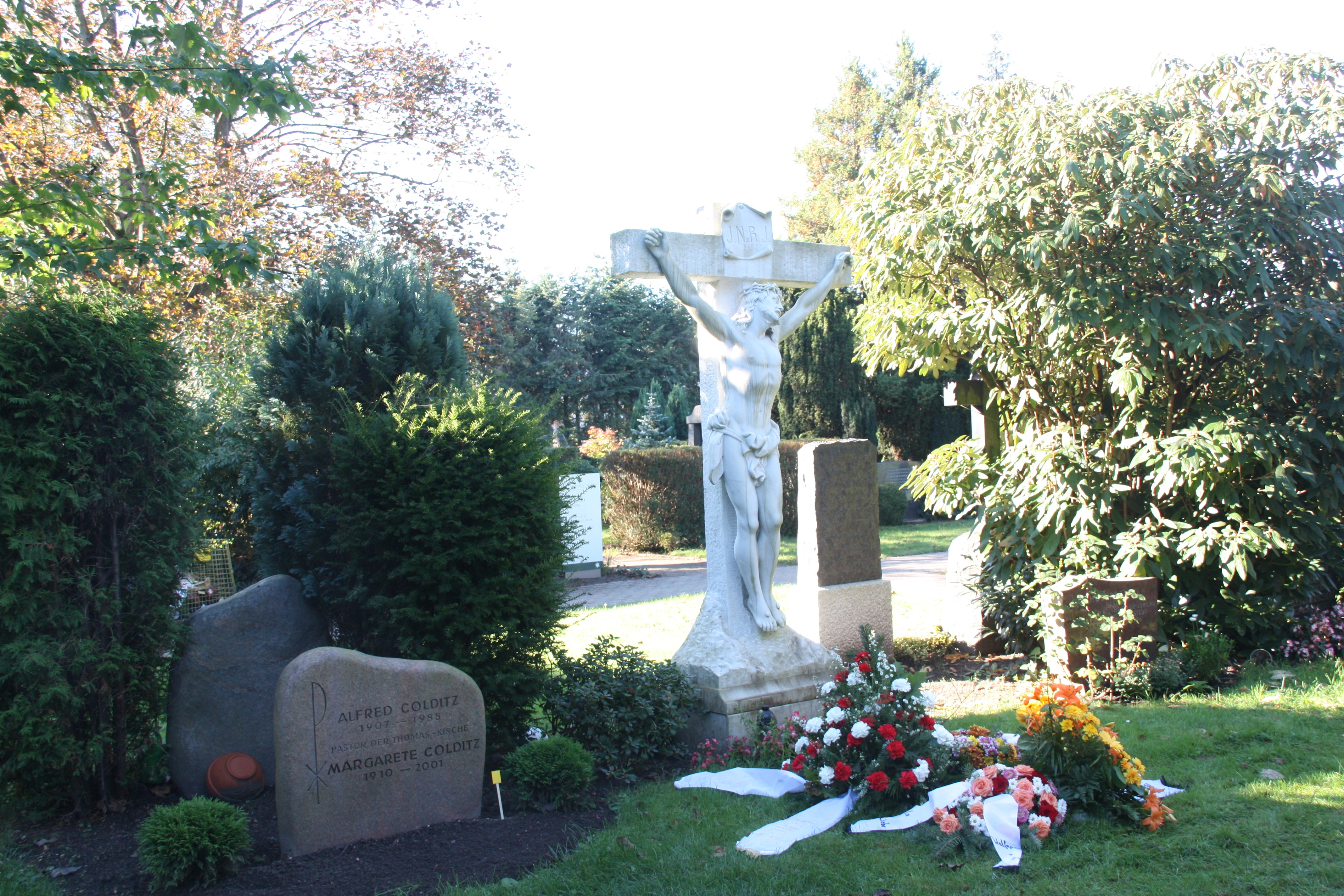
Enclos des pasteurs
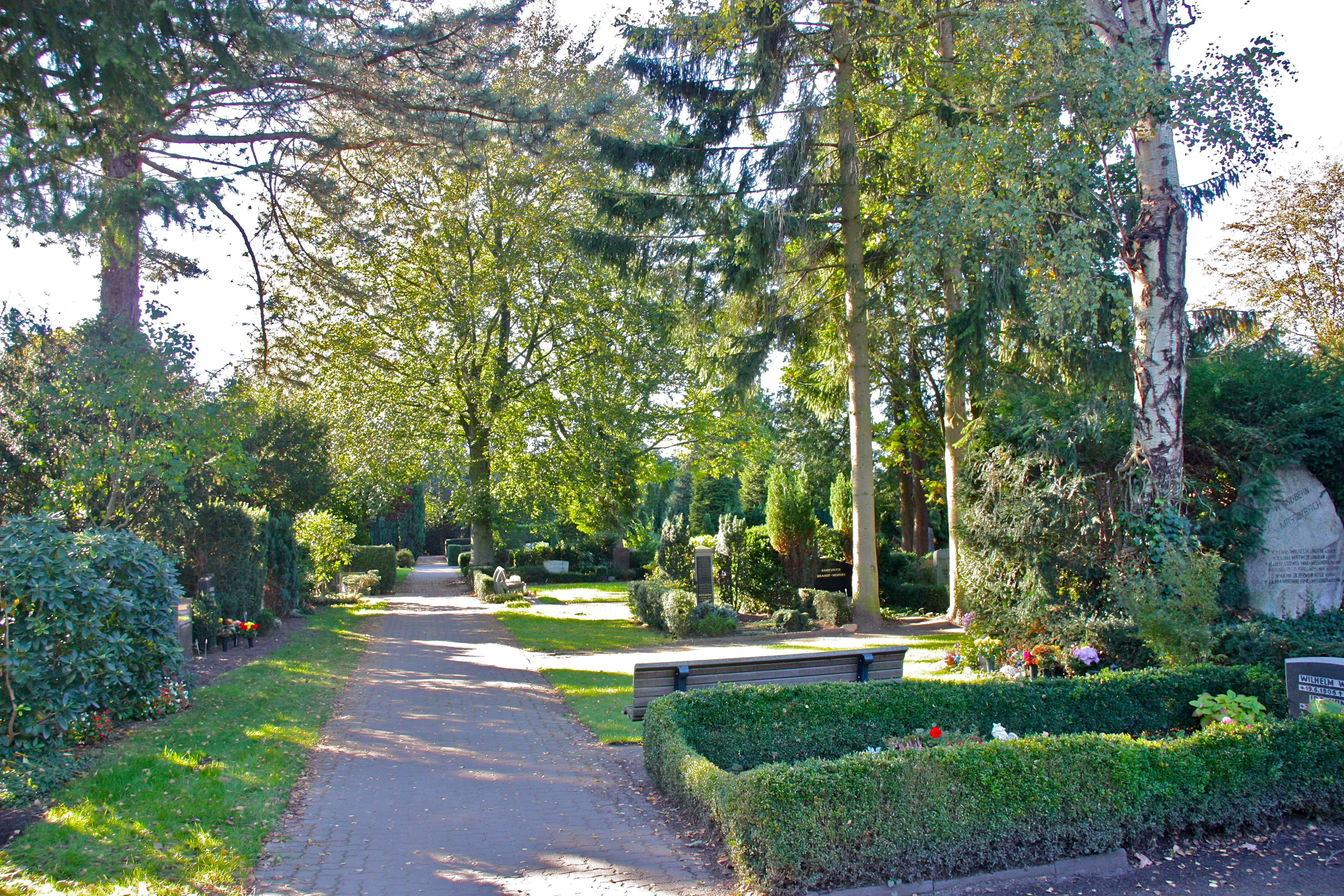
Une allée du cimetière
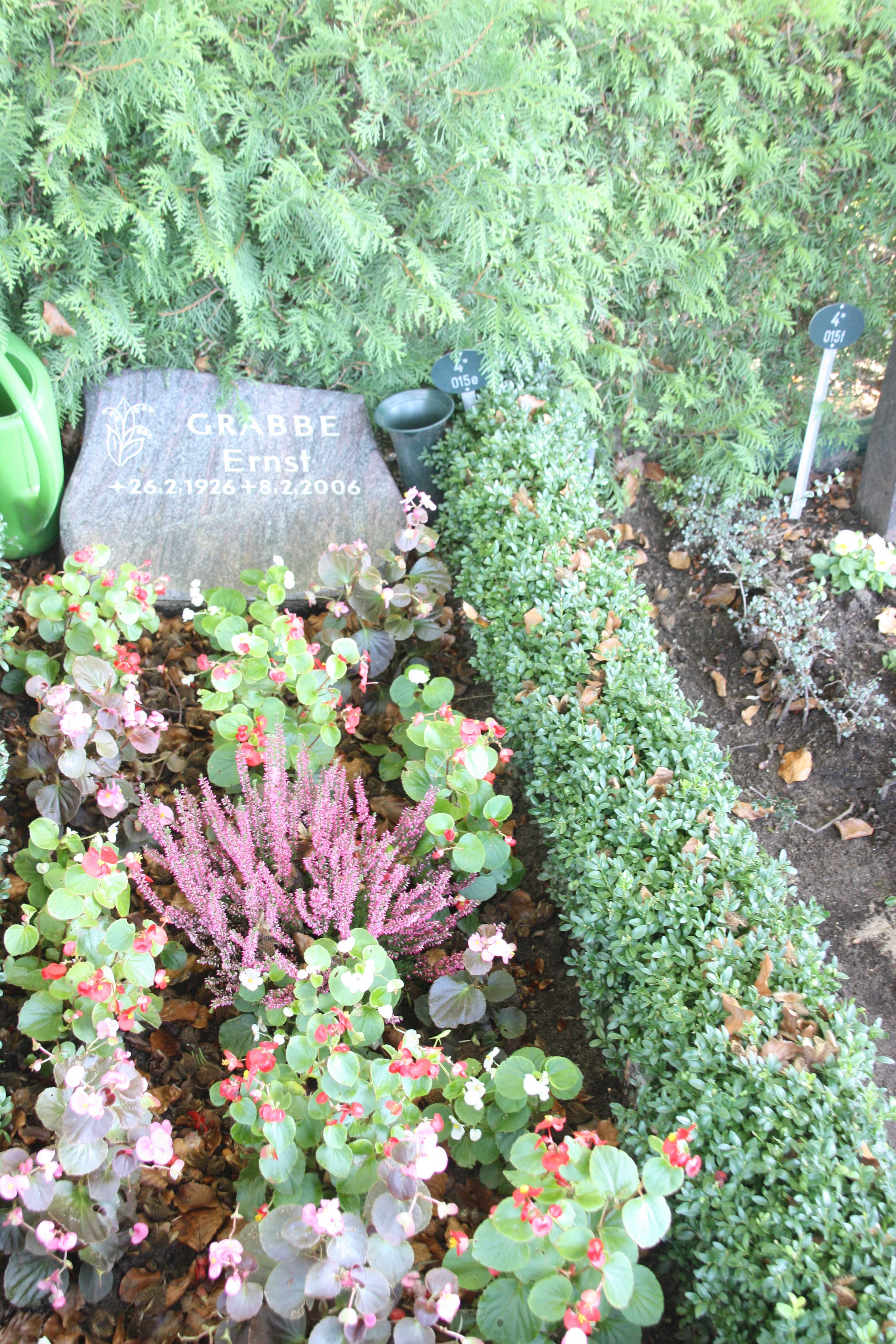
Tombe d'Ernst Grabbe